# (4576) Yanotoyohiko
(4576) Yanotoyohiko es un asteroide perteneciente al cinturón de asteroides, descubierto el 10 de febrero de 1988 por Takuo Kojima desde la Estación Chiyoda, Japón.

## Designación y nombre
Designado provisionalmente como 1988 CC. Fue nombrado Yanotoyohiko en honor al profesor japonés "Toyohiko Yano", amigo de Takuo Kojima, desempeñó su labor en el Laboratorio de Investigación de Reactores Nucleares, Instituto de Tecnología de Tokio. En su juventud, acompañó al descubridor a escalar montañas.

## Características orbitales
Yanotoyohiko está situado a una distancia media del Sol de 2,992 ua, pudiendo alejarse hasta 3,363 ua y acercarse hasta 2,622 ua. Su excentricidad es 0,123 y la inclinación orbital 10,43 grados. Emplea 1890 días en completar una órbita alrededor del Sol.

## Características físicas
La magnitud absoluta de Yanotoyohiko es 11,5. Tiene 17,151 km de diámetro y su albedo se estima en 0,191.